# Actenoides bougainvillei
Actenoides bougainvillei е вид птица от семейство Alcedinidae. Видът е застрашен от изчезване.

## Разпространение
Разпространен е в Папуа-Нова Гвинея.